# Banho de carne de Kentucky
O banho de carne de Kentucky foi um incidente ocorrido em um período de vários minutos em 3 de março de 1876, onde o que pareciam ser flocos de carne vermelha cairam do céu em uma área de 91 por 46 metros perto do assentamento de Rankin em Bath County, Kentucky. A maioria das peças tinha aproximadamente 5 centímetros quadrados; pelo menos um deles tinha 10 centímetros quadrados. O fenômeno foi relatado pela Scientific American, pelo New York Times, e várias outras publicações na época.
A carne parecia ser carne bovina, mas de acordo com o primeiro relatório da Scientific American, dois senhores que provaram a substância diziam ser carne de carneiro ou de veado. B. F. Ellington, um caçador local, identificou a carne como de urso. Leopold Brandeis, um cientista, identificou a substância como sendo um Nostoc, um gênero de cianobactérias. Brandeis passou a amostra da substância para a associação científica de Newark para uma análise mais aprofundada, o doutor Dr. Allan McClane Hamilton analisou e escreveu em uma carta afirmando que a carne tinha sido identificada como tecido pulmonar de um cavalo ou um humano, "a estrutura do órgão nestes dois casos são quase idênticos", disse McClane. Uma análise mais aprofundada, com duas amostras da substância foram identificadas como tecido pulmonar, músculos, e cartilagens.
A teoria que fosse Nostoc feita por Brandeis vinha do fato de que o Nostoc incha em uma massa translúcida, como a da chuva, quando cai sobre ela, muitas vezes dando a impressão de que está caindo com a chuva. Charles Fort apontou em seu primeiro livro, The Book of the Damned, que não havia chuva no dia do evento. Os moradores favoreceram a explicação de que a carne foi vomitada por urubus, O doutor L. D. Kastenbine apresentou esta teoria como a melhor explicação da variedade de carne. Os abutres vomitam como parte de fazer uma fuga rápida e também como um mecanismo defensivo quando ameaçados. Fort explicou a aparência achatada, seca dos pedaços de carne como resultado da pressão, e observou que nove dias depois, em 12 de março de 1876, um evento parecido ocorreu em Londres, na Inglaterra.